# Lista de singles número um na Billboard Hot 100 em 2003
A seguir apresenta-se a lista dos singles número um na Billboard Hot 100 em 2003. A Billboard Hot 100 é uma tabela musical que classifica o desempenho de singles nos Estados Unidos. Publicada semanalmente pela revista Billboard, os seus dados são recolhidos pela Nielsen SoundScan, baseando-se em cada venda semanal física, e também popularidade da canção nas rádios. Em 2003, doze canções atingiram o primeiro lugar da tabela. No entanto, embora tenha liderado por quatro semanas, "Lose Yourself" do rapper Eminem, iniciou a sua corrida no topo em 2002, e foi, portanto, excluído.

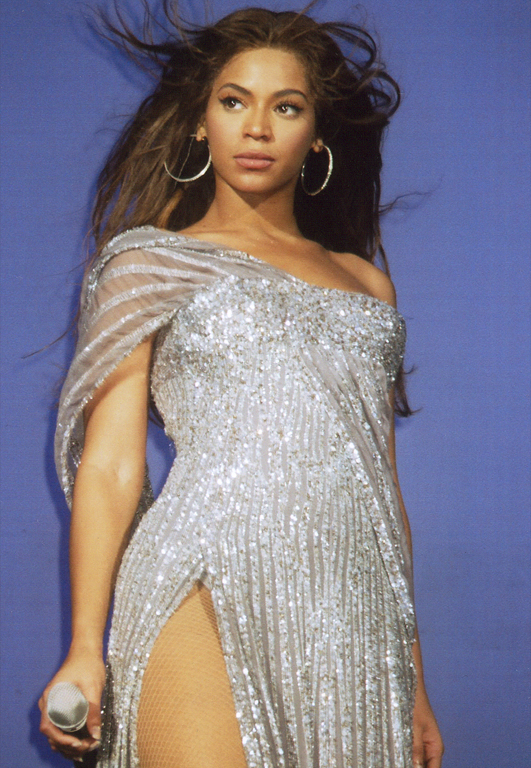
Com duas canções no número um, Beyoncé foi a artista que liderou a Hot 100 pela maior quantidade de tempo em 2003. Além disso, o seu primeiro número um como uma artista a solo foi creditado pela Billboard como a "Canção do Verão".

Nove artistas conseguiram posicionar um single no número um da Hot 100 pela primeira vez, quer como artista principal quer como convidado. Eles são: B2K, LL Cool J, 50 Cent, Sean Paul, Nate Dogg, Clay Aiken, Beyoncé, Murphy Lee, Ludacris, e Shawnna. Embora tenha alcançado o primeiro posto da tabela anteriormente enquanto membro do grupo Destiny's Child, este foi o primeiro ano no qual a artista conseguiu o seu primeiro número um em um trabalho no qual fora creditada como artista a solo, tornando-se a segunda integrante do grupo a conseguir este feito, após Kelly Rowland. O seu primeiro número um, "Crazy in Love", ascendeu ao topo na semana de 12 de Julho devido ao seu desempenho apenas em estações de rádio e, além disso, foi a canção com a maior quantidade de vendas digitais por todo o mês de Julho. Além disso, "Baby Boy", o seu segundo single número um, liderou a tabela por nove semanas consecutivas, igualando com  "In da Club" de 50 Cent e "Hey Ya!" do duo OutKast no período de tempo mais longo no topo da Hot 100 em 2003 (seis das nove semanas de OutKast foram em 2004). Ademais, ambos 50 Cent e Beyoncé conseguiram posicionar duas canções no primeiro posto da tabela, juntamente com P. Diddy e Sean Paul; contudo, apenas 50 Cent e Beyoncé conseguiram dois números uns em trabalhos nos quais são creditados como artistas principais, com Beyoncé totalizando uma quantidade recorde de dezassete semanas na primeira posição em um ano.
Sete singles de colaboração lideraram a tabela em 2003, estabelecendo um recorde para a maior quantidade de colaborações a alcançarem o número um em um ano desde o início da era rock. A primeira colaboração a atingir o número um da Hot 100 foi "Somethin' Stupid" (1967), uma canção do cantor Frank Sinatra e sua filha Nancy Sinatra. O recorde foi depois quebrado em 2004, e mais tarde em 2006 com oito colaborações. Os dois números uns de Paul, "Get Busy" e "Baby Boy", o último no qual é artista convidado, fizeram dele o artista jamaicano com o melhor desempenho gráfico na história da Hot 100. "This Is the Night", single de estreia do concorrente de Clay Aiken, participante do programa de televisão American Idol, estreou no número um da tabela musical, a primeira vez que tal feito acontecia desde "Doo Wop (That Thing)" (1998) de Lauryn Hill e ainda décima primeira vez em geral. Além disso, isto fez de Aiken o primeira artista a estrear no número um com o primeiro trabalho da sua carreira. Por ter liderado a Hot 100 durante oito semanas consecutivas entre Julho e Agosto, "Crazy in Love", de Beyoncé com participação de Jay-Z, foi creditada como a "Canção do Verão" de 2003. Apenas uma canção de um álbum de banda sonora conseguiu alcançar a primeira posição: "Shake Ya Tailfeather", do filme Bad Boys II (2003), rendendo a Nelly o seu terceiro número um e a P. Diddy o seu quarto. Além disso, o tema venceu o prémio Grammy para "Melhor Performance Rap por um Grupo ou Duo" na cerimónia de 2004.
"In da Club" foi a canção com o melhor desempenho do ano, tendo recebido ainda o certificado de disco de ouro pela Recording Industry Association of America (RIAA). Todavia, "This Is the Night" foi a mais comercializada, com 948 mil unidades vendidas. Jennifer Lopez, Beyoncé e Shawna foram as únicas artistas femininas a conseguiram liderar a tabela, com Lopez e Shawna tendo conseguido o último das suas carreiras.

## Histórico

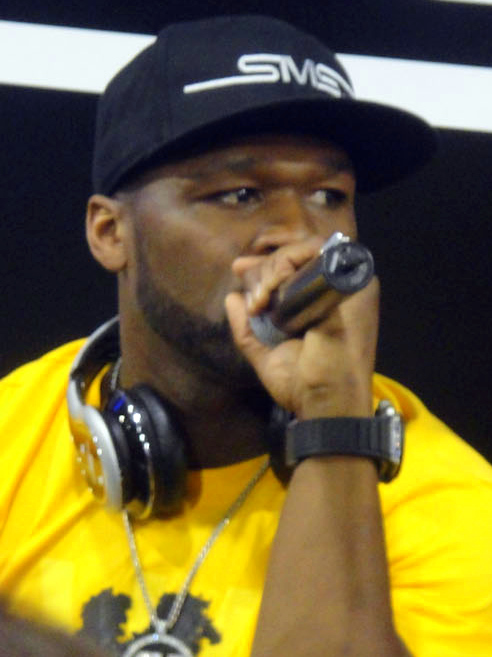
"In da Club" rendeu a 50 Cent o primeiro número um da sua carreira e foi ainda o single com o melhor desempenho do ano e o que liderou a tabela pela maior quantidade de tempo.

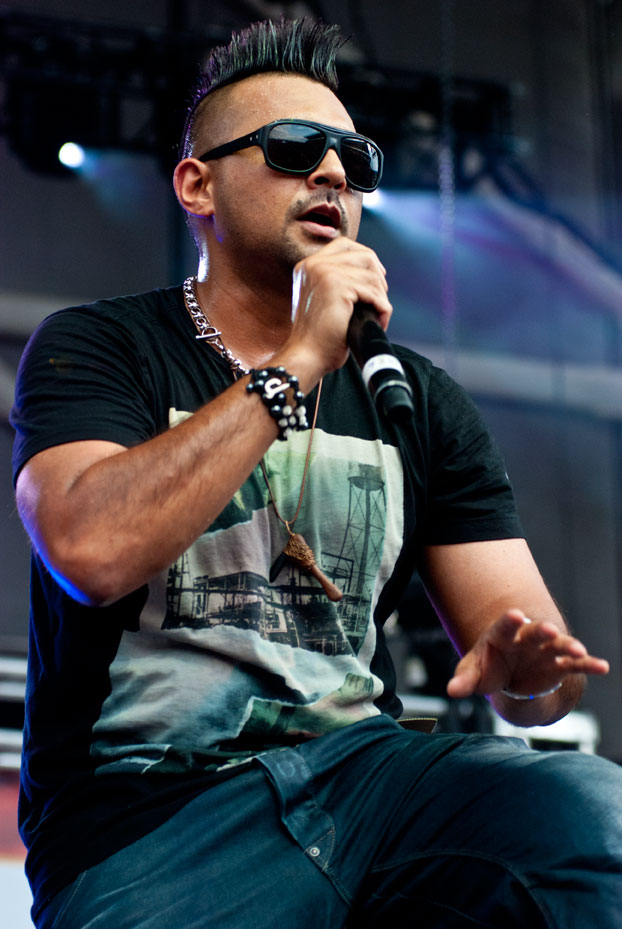
Os dois números uns de Sean Paul em 2003,inclusive um no qual é artista convidado, fizeram dele o artista jamaicano com o melhor desempenho gráfico na história da Hot 100.

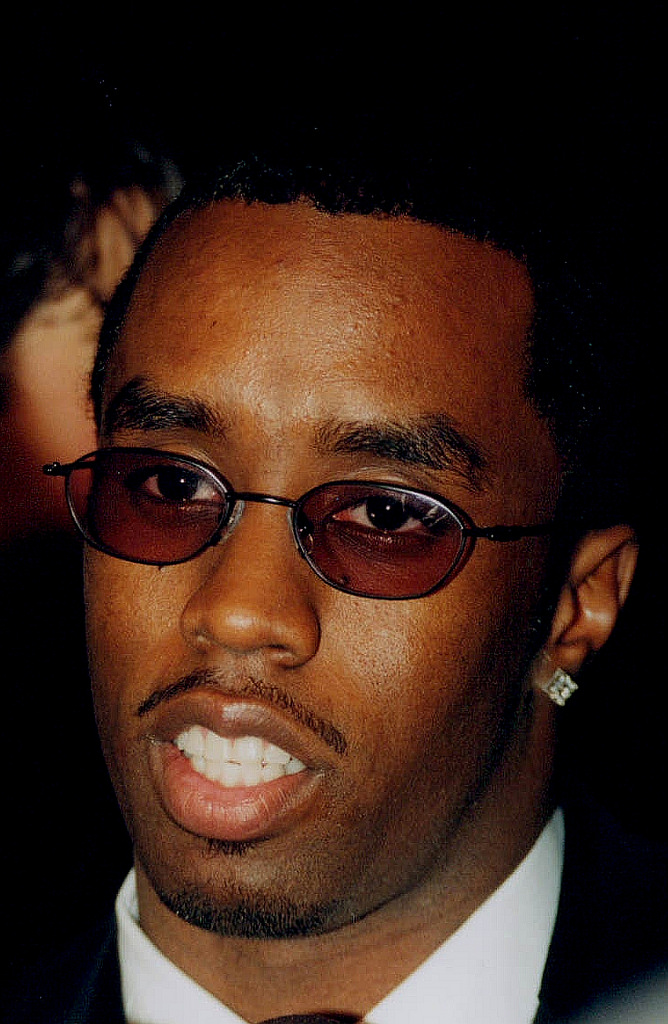
"Shake Ya Tailfeather", a única canção de um álbum de banda sonora a conseguir alcançar a liderança, rendeu a P. Diddy o seu quarto número um na tabela e ainda um prémio Grammy.

| Data            | Canção                 | Artista(s)                                   | Ref.   |
| --------------- | ---------------------- | -------------------------------------------- | ------ |
| 4 de Janeiro    | "Lose Yourself"        | Eminem                                       | [ 14 ] |
| 11 de Janeiro   | "Lose Yourself"        | Eminem                                       | [ 15 ] |
| 18 de Janeiro   | "Lose Yourself"        | Eminem                                       | [ 16 ] |
| 25 de Janeiro   | "Lose Yourself"        | Eminem                                       | [ 17 ] |
| 1 de Fevereiro  | "Bump, Bump, Bump"     | B2K com participação de P. Diddy             | [ 18 ] |
| 8 de Fevereiro  | "All I Have"           | Jennifer Lopez com participação de LL Cool J | [ 19 ] |
| 15 de Fevereiro | "All I Have"           | Jennifer Lopez com participação de LL Cool J | [ 20 ] |
| 22 de Fevereiro | "All I Have"           | Jennifer Lopez com participação de LL Cool J | [ 21 ] |
| 1 de Março      | "All I Have"           | Jennifer Lopez com participação de LL Cool J | [ 22 ] |
| 8 de Março      | "In da Club"           | 50 Cent                                      | [ 23 ] |
| 15 de Março     | "In da Club"           | 50 Cent                                      | [ 24 ] |
| 22 de Março     | "In da Club"           | 50 Cent                                      | [ 25 ] |
| 29 de Março     | "In da Club"           | 50 Cent                                      | [ 26 ] |
| 5 de Abril      | "In da Club"           | 50 Cent                                      | [ 27 ] |
| 12 de Abril     | "In da Club"           | 50 Cent                                      | [ 28 ] |
| 19 de Abril     | "In da Club"           | 50 Cent                                      | [ 29 ] |
| 26 de Abril     | "In da Club"           | 50 Cent                                      | [ 30 ] |
| 3 de Maio       | "In da Club"           | 50 Cent                                      | [ 31 ] |
| 10 de Maio      | "Get Busy"             | Sean Paul                                    | [ 32 ] |
| 17 de Maio      | "Get Busy"             | Sean Paul                                    | [ 33 ] |
| 24 de Maio      | "Get Busy"             | Sean Paul                                    | [ 34 ] |
| 31 de Maio      | "21 Questions"         | 50 Cent com participação de Nate Dogg        | [ 35 ] |
| 7 de Junho      | "21 Questions"         | 50 Cent com participação de Nate Dogg        | [ 36 ] |
| 14 de Junho     | "21 Questions"         | 50 Cent com participação de Nate Dogg        | [ 37 ] |
| 21 de Junho     | "21 Questions"         | 50 Cent com participação de Nate Dogg        | [ 38 ] |
| 28 de Junho     | "This Is the Night"    | Clay Aiken                                   | [ 39 ] |
| 5 de Julho      | "This Is the Night"    | Clay Aiken                                   | [ 40 ] |
| 12 de Julho     | "Crazy in Love"        | Beyoncé com participação de Jay-Z            | [ 41 ] |
| 19 de Julho     | "Crazy in Love"        | Beyoncé com participação de Jay-Z            | [ 42 ] |
| 26 de Julho     | "Crazy in Love"        | Beyoncé com participação de Jay-Z            | [ 43 ] |
| 2 de Agosto     | "Crazy in Love"        | Beyoncé com participação de Jay-Z            | [ 44 ] |
| 9 de Agosto     | "Crazy in Love"        | Beyoncé com participação de Jay-Z            | [ 45 ] |
| 16 de Agosto    | "Crazy in Love"        | Beyoncé com participação de Jay-Z            | [ 46 ] |
| 23 de Agosto    | "Crazy in Love"        | Beyoncé com participação de Jay-Z            | [ 47 ] |
| 30 de Agosto    | "Crazy in Love"        | Beyoncé com participação de Jay-Z            | [ 48 ] |
| 6 de Setembro   | "Shake Ya Tailfeather" | Nelly, P. Diddy e Murphy Lee                 | [ 49 ] |
| 13 de Setembro  | "Shake Ya Tailfeather" | Nelly, P. Diddy e Murphy Lee                 | [ 50 ] |
| 20 de Setembro  | "Shake Ya Tailfeather" | Nelly, P. Diddy e Murphy Lee                 | [ 51 ] |
| 27 de Setembro  | "Shake Ya Tailfeather" | Nelly, P. Diddy e Murphy Lee                 | [ 52 ] |
| 4 de Outubro    | "Baby Boy"             | Beyoncé com participação de Sean Paul        | [ 53 ] |
| 11 de Outubro   | "Baby Boy"             | Beyoncé com participação de Sean Paul        | [ 54 ] |
| 18 de Outubro   | "Baby Boy"             | Beyoncé com participação de Sean Paul        | [ 55 ] |
| 25 de Outubro   | "Baby Boy"             | Beyoncé com participação de Sean Paul        | [ 56 ] |
| 1 de Novembro   | "Baby Boy"             | Beyoncé com participação de Sean Paul        | [ 57 ] |
| 8 de Novembro   | "Baby Boy"             | Beyoncé com participação de Sean Paul        | [ 58 ] |
| 15 de Novembro  | "Baby Boy"             | Beyoncé com participação de Sean Paul        | [ 59 ] |
| 22 de Novembro  | "Baby Boy"             | Beyoncé com participação de Sean Paul        | [ 60 ] |
| 29 de Novembro  | "Baby Boy"             | Beyoncé com participação de Sean Paul        | [ 61 ] |
| 6 de Dezembro   | "Stand Up"             | Ludacris com participação de Shawnna         | [ 62 ] |
| 13 de Dezembro  | "Hey Ya!"              | OutKast                                      | [ 63 ] |
| 20 de Dezembro  | "Hey Ya!"              | OutKast                                      | [ 64 ] |
| 27 de Dezembro  | "Hey Ya!"              | OutKast                                      | [ 65 ] |